# Jeseník (ort)
Jeseník (före år 1947: Frývaldov, tyska: Freiwaldau) är en stad i Tjeckien. Den ligger i distriktet Jeseník och regionen Olomouc, i den östra delen av landet, 200 km öster om huvudstaden Prag. Jeseník ligger 440 meter över havet och antalet invånare är 11 471 (2016).